# Apodinae
Apodinae là một phân họ trong họ Yến (Apodidae). Phân họ này có 100 loài, chia thành 3 tông và 17 chi:
- Tông Collocalini – yến hang
  - Chi Collocalia
  - Chi Aerodramus (đôi khi gộp trong chi Collocalia)
  - Chi Hydrochous
  - Chi Schoutedenapus
- Tông Chaeturini – yến đuôi nhọn
  - Chi Mearnsia
  - Chi Zoonavena
  - Chi Telacanthura
  - Chi Rhaphidura
  - Chi Neafrapus
  - Chi Hirundapus
  - Chi Chaetura
- Tông Apodini – yến điển hình
  - Chi Aeronautes
  - Chi Tachornis
  - Chi Panyptila
  - Chi Cypsiurus
  - Chi Apus